# ويليام آرثر دونكيرلي
جون أوكسينهام (بالإنجليزية: John Oxenham)‏ كان صحفيًا وروائيًا وشاعرًا إنكليزيًا.

## وصلات خارجية
- ويليام آرثر دونكيرلي على موقع ميوزك برينز (الإنجليزية)